# NGC 7834
NGC 7834 je spirální galaxie v souhvězdí Ryb. Její zdánlivá jasnost je 14,4m a úhlová velikost 1,1′ × 0,8′. Je vzdálená 239 milionů světelných let, průměr má 75 000 světelných let. Galaxii objevil 29. listopadu 1864 Albert Marth.